# Tupoljev Tu-334
Tupoljev Tu-334 je bio ruski putnički avion kratkog i srednjeg dometa. Dizajniran je kako bi u službi zamijenio starije Tu-134 i Jak-42.

## Dizajn i razvoj
Tupoljev je izradio Tu-334 kao skraćenu verziju Tu-204 koja bi u službi diljem svijeta zamijenila Tu-134. Iako je razvojni program započet 1986., zbog pada SSSR-a projekt je kasnio tako da je prvi prototip poletio tek 8. veljače 1999. a drugi planirani prototip nikad nije ni poletio. Nakon toga su trebala uslijediti dva dodatna prototipa i prva serija Tu-334-100 koju bi pokretala dva ZMKB Progress D436T1 motora potiska 73,6 kN svaki.
Tu-334-100 inačica ima fly-by-wire kontrole (sustav za upravljanje zrakoplovom "preko žica"), posadu od dva do tri člana te kapacitet za 102 putnika.

15. travnja 2005. je potpisan ugovor za serijsku proizvodnju.

## Inačice
Iako još nijedan zrakoplov nije ušao u službu, Tupoljev već ima određen broj narudžbi. Za daljnju proizvodnju se planiraju sljedeće inačice:
- Tu-334-100C - Teretna inačica.
- Tu-334-100M - Povećana maksimalna težina uzlijetanja. .
- Tu-334-100D - Inačica s većim doletom, rasponom krila i većom maks. težinom uzlijetanja.
- Tu-334-120 - Inačica s BMW / Rolls-Royce BR710-48 motorima.
- Tu-334-120D - Inačica s BMW / Rolls-Royce BR715-55 motorima.
- Tu-334-200 - Produženi Tu-334-100 kapaciteta 126 putnika.

## Tehničke karakteristike (Tu-334-100)
Osnovne karakteristike
- posada: 2
- kapacitet: 102 putnika
- dužina: 31,26 m
- raspon krila: 29,77 m
- površina krila: 83 m2
- visina: 9,38 m
- korisni teret: 12.000 kg

Letne karakteristike
- ekonomska brzina: 820 km/h
- dolet: 3.150 km
- najveća visina leta: 11.000 m
- specifično opterećenje krila: 580 kg/m2
- motor: 2 Progress D-436T1 ili Rolls Royce BR715-56[7] turbofen motora

## Vanjske poveznice
- Tu-334 - tupolev.ru   Arhivirana inačica izvorne stranice od 23. kolovoza 2011. (Wayback Machine)